# 太田嘉雄
太田 嘉雄（おおた よしお、1952年8月21日 - ）は、日本の実業家。横浜銀行代表取締役を経て、浜銀総合研究所代表取締役社長や、産業貿易センター代表取締役社長、横浜商工会議所副会頭等を歴任した。

## 人物・経歴
神奈川県平塚市出身。神奈川県立平塚江南高等学校を経て、1975年上智大学外国語学部英語学科卒業、横浜銀行入行。2003年取締役経営管理部長。2004年代表取締役。2007年浜銀総合研究所代表取締役社長、横浜商工会議所副会頭。2008年横浜銀行顧問。2012年産業貿易センター代表取締役社長。2013年工藤建設取締役。2015年横浜丸魚取締役。2017年朋栄取締役会長、工藤建設取締役。2019年横浜振興代表取締役社長。